# الترشيح الإسباني البرتغالي المغربي لكأس العالم 2030
الترشيح الإسباني البرتغالي المغربي لاستضافة كأس العالم 2030، المعروف أيضًا باسم الترشيح الأيبيري، أو الترشيح الأوروبي، هو عرض مشترك بين إسبانيا والبرتغال والمغرب لاستضافة كأس العالم 2030. أُعلن عن الترشيح لأول مرة من قبل اتحادي إسبانيا والبرتغال لكرة القدم في 7 أكتوبر 2020، ثم انضمت أوكرانيا في 5 أكتوبر 2022. ذكرت بعض وسائل الإعلام أن هناك محادثات لإدراج المغرب بدل أوكرانيا. في 14 مارس 2023، أعلن ملك المغرب محمد السادس تقديم ترشيح مشترك لتنظيم كأس العالم 2030 مع إسبانيا، والبرتغال.

## الخلفية
سبق أن استضافت إسبانيا نهائيات كأس العالم لكرة القدم 1982، بينما لم يسبق للبرتغال والمغرب استضافة البطولة. استضافت الدول الثلاث نهائيات بطولاتها القارية مرة واحدة، حيث استضافت إسبانيا كأس أمم أوروبا 1964، والبرتغال بطولة أمم أوروبا 2004، والمغرب كأس الأمم الإفريقية 1988. سبق أن قدمت إسبانيا والبرتغال عرضًا مشتركًا لاستضافة كأس العالم إما في 2018 أو 2022. لكن قواعد الفيفا الخاصة تنص بتناوب البطولة بين القارات جعلت أعضاء الويفا، بما في ذلك الاتحاد الملكي الإسباني لكرة القدم والاتحاد البرتغالي لكرة القدم، غير مؤهلين للتقدم لاستضافة كأس العالم 2026.
سيُعلن عن لوائح عملية تقديم الترشحيات لكأس العالم 2030 في الربع الثاني من عام 2022، مع قبول الطلبات اعتبارًا من يونيو من ذلك العام واختيار المضيف في كونغرس الفيفا الرابع والسبعين في عام 2024. إذا بقيت اللوائح كما هي في كأس العالم 2026، فإن اتحادات كرة القدم من آسيا (الاتحاد الآسيوي) وأمريكا الشمالية (الكونكاكاف) ستكون غير مؤهلة للاستضافة بعد الترشيحات الناجحة لملف قطر 2022 والملف المشترك الأمريكي الكندي المكسيك 2026. ستصادف البطولة الذكرى المئوية الأولى لكأس العالم التي استضافتها أوروغواي، وقد أعربت عدة اتحادات وطنية أخرى لكرة القدم في جميع أنحاء أوروبا وأمريكا الجنوبية وإفريقيا عن رغبتها في تقديم ترشيحات لاستضافة البطولة.

## الإعلان
أعلن الاتحادين الإسباني والبرتغالي عن نيتهما تقديم تشريح لاستضافة البطولة خلال مباراة ودية جرت بين منتخبي البلدين في 7 أكتوبر 2020 (انتهت بالتعادل دون أهداف). قبل مباراة ودية أخرى بين المنتخبين في 4 يونيو 2021 (والتي صادفت أيضًا الذكرى المئوية لأول مباراة دولية للبرتغال ضد إسبانيا) تم إضفاء الطابع الرسمي على اتفاقية الدعم المشترك لتقديم الترشيح. صادق كل من رئيسي الاتحادين الإسباني والبرتغالي، لويس روبياليس وفرناندو غوميز، على الاتفاقية نيابة عن اتحاديهما. وحضر أيضًا لدعم الترشيح ملك إسبانيا فيليب السادس، ورئيس البرتغال مارسيلو ريبيلو دي سوزا، ورئيس وزراء إسبانيا بيدرو سانشيز، ورئيس وزراء البرتغال أنطونيو كوستا، والعديد من الوزراء والمسؤولين الحكوميين من كلا البلدين.

### إضافة أوكرانيا كمضيف مشارك
في 5 أكتوبر 2022 عقد الاتحادين الإسباني والبرتغالي مؤتمرًا صحفيًا مشتركًا بشأن ترشيح كأس العالم 2030 في مقر الاتحاد الأوروبي لكرة القدم في نيون بسويسرا. وانضم إليهما أندريه بافلكو رئيس الاتحاد الأوكراني لكرة القدم، وأعلن أن أوكرانيا ستنضم إلى الترشيح. بينما لم يُعلن عن مشاركة أوكرانيا في البطولة بشكل مباشر، كان يعتقد أن أوكرانيا ستستضيف مجموعة في البطولة.

### المغرب يحل محل أوكرانيا
في 14 مارس 2023 أعلن المغرب في الرسالة التي كتبها الملك محمد السادس وأعلنها شكيب بنموسى في كيغالي برواندا، أن المغرب قد قدم عرضًا رسميًا مع إسبانيا والبرتغال لاستضافة كأس العالم 2030.

## تجارب استضافة الأحداث الرياضية الكبرى
استضافت إسبانيا والبرتغال والمغرب العديد من الأحداث الرياضية الكبرى، بما في ذلك:
- إسبانيا:
  - ألعاب البحر الأبيض المتوسط (عدة بطولات)
  - كأس الإنتركونتيننتال (عدة بطولات)
  - بطولة أمم أوروبا (1964 و2020)
  - كأس العالم 1982
  - الألعاب الأولمبية الصيفية 1992
  - الألعاب البارالمبية الصيفية 1992
  - بطولة أمم أوروبا داخل الصالات (1996 و1999 )
  - بطولة العالم لكرة القدم داخل الصالات 1996
  - الألعاب الجامعية الصيفية 1999
  - المهرجان الأولمبي الصيفي الأوروبي للشباب 2001  [لغات أخرى]‏
  - المهرجان الأولمبي الشتوي الأوروبي للشباب 2001  [لغات أخرى]‏
- البرتغال:
  - كأس الإنتركونتيننتال (1961 و1962)
  - بطولة العالم للشباب لكرة القدم 1991 (تحت 20 سنة)
  - بطولة أمم أوروبا 2004
  - بطولة أمم أوروبا داخل الصالات 2007
  - ألعاب لوسوفونيا [الإنجليزية] 2009 [الإنجليزية]
  - كأس العالم الشاطئية 2015
  - نهائيات دوري الأمم الأوروبية 2019
- المغرب:
  - دورة الألعاب العربية (1961 و1985)
  - ألعاب البحر الأبيض المتوسط 1983
  - كأس الأمم الإفريقية (دورتي 1988 و2025)
  - بطولة إفريقيا لكرة القدم للشباب 1997 (تحت 20 سنة)
  - كأس الأمم الإفريقية تحت 23 سنة (دورتي 2011 و2023)
  - كأس العالم للأندية (عدة بطولات)
  - بطولة أمم إفريقيا للمحليين 2018
  - الألعاب الإفريقية 2019
  - كأس أمم إفريقيا لكرة القدم للسيدات (دورتي 2022 و2024)

## الملاعب المتوقعة
† يشير إلى الملعب المستخدم لبطولة كأس العالم السابقة للرجال (إسبانيا فقط)
⋆ الملاعب المخطط بناؤها
+ الملاعب التي ستخضع للتجديد
| برشلونة                               | برشلونة                               | برشلونة                                                            | مدريد                                                              | مدريد | لشبونة | لشبونة                       |
| ------------------------------------- | ------------------------------------- | ------------------------------------------------------------------ | ------------------------------------------------------------------ | --- | --- | ---------------------------- |
| كامب نو +                             | كامب نو +                             | ملعب آر سي دي إي                                                   | سانتياغو برنابيو +                                                 | ملعب ميتروبوليتانو | ملعب دا لوز | ملعب جوزيه ألفالادي          |
| السعة: 99,354 قابلة للتوسع ل: 105,000 | السعة: 99,354 قابلة للتوسع ل: 105,000 | السعة: 40,000                                                      | السعة: 84,744                                                      | السعة: 70,460 | السعة: 64,642 | السعة: 50,095                |
|                                       |                                       |                                                                    |                                                                    | | |                              |
| بلنسية                                | مونتيفيديو                            | أسونسيون بوينس آيرس مونتيفيديو 2030 FIFA World Cup (South America) | أسونسيون بوينس آيرس مونتيفيديو 2030 FIFA World Cup (South America) | برشلونة بلباو مدريد إشبيلية بلنسية لشبونة بورتو سان سيباستيان فيغو سرقسطة مالقة مرسية قرجيطة خيخون 2030 FIFA World Cup (Iberia)الدار البيضاء الرباط أكادير مراكش فاس طنجة 2030 FIFA World Cup (Morocco) | برشلونة بلباو مدريد إشبيلية بلنسية لشبونة بورتو سان سيباستيان فيغو سرقسطة مالقة مرسية قرجيطة خيخون 2030 FIFA World Cup (Iberia)الدار البيضاء الرباط أكادير مراكش فاس طنجة 2030 FIFA World Cup (Morocco) | إشبيلية                      |
| ملعب نو ميستايا +                     | سنتيناريو                             | أسونسيون بوينس آيرس مونتيفيديو 2030 FIFA World Cup (South America) | أسونسيون بوينس آيرس مونتيفيديو 2030 FIFA World Cup (South America) | برشلونة بلباو مدريد إشبيلية بلنسية لشبونة بورتو سان سيباستيان فيغو سرقسطة مالقة مرسية قرجيطة خيخون 2030 FIFA World Cup (Iberia)الدار البيضاء الرباط أكادير مراكش فاس طنجة 2030 FIFA World Cup (Morocco) | برشلونة بلباو مدريد إشبيلية بلنسية لشبونة بورتو سان سيباستيان فيغو سرقسطة مالقة مرسية قرجيطة خيخون 2030 FIFA World Cup (Iberia)الدار البيضاء الرباط أكادير مراكش فاس طنجة 2030 FIFA World Cup (Morocco) | لا كارتوخا                   |
| السعة: 70,000                         | السعة: 60,000                         | أسونسيون بوينس آيرس مونتيفيديو 2030 FIFA World Cup (South America) | أسونسيون بوينس آيرس مونتيفيديو 2030 FIFA World Cup (South America) | برشلونة بلباو مدريد إشبيلية بلنسية لشبونة بورتو سان سيباستيان فيغو سرقسطة مالقة مرسية قرجيطة خيخون 2030 FIFA World Cup (Iberia)الدار البيضاء الرباط أكادير مراكش فاس طنجة 2030 FIFA World Cup (Morocco) | برشلونة بلباو مدريد إشبيلية بلنسية لشبونة بورتو سان سيباستيان فيغو سرقسطة مالقة مرسية قرجيطة خيخون 2030 FIFA World Cup (Iberia)الدار البيضاء الرباط أكادير مراكش فاس طنجة 2030 FIFA World Cup (Morocco) | السعة: 60,721                |
|                                       | borde                                 | أسونسيون بوينس آيرس مونتيفيديو 2030 FIFA World Cup (South America) | أسونسيون بوينس آيرس مونتيفيديو 2030 FIFA World Cup (South America) | برشلونة بلباو مدريد إشبيلية بلنسية لشبونة بورتو سان سيباستيان فيغو سرقسطة مالقة مرسية قرجيطة خيخون 2030 FIFA World Cup (Iberia)الدار البيضاء الرباط أكادير مراكش فاس طنجة 2030 FIFA World Cup (Morocco) | برشلونة بلباو مدريد إشبيلية بلنسية لشبونة بورتو سان سيباستيان فيغو سرقسطة مالقة مرسية قرجيطة خيخون 2030 FIFA World Cup (Iberia)الدار البيضاء الرباط أكادير مراكش فاس طنجة 2030 FIFA World Cup (Morocco) |                              |
| بلباو                                 | بوينس آيرس                            | أسونسيون بوينس آيرس مونتيفيديو 2030 FIFA World Cup (South America) | أسونسيون بوينس آيرس مونتيفيديو 2030 FIFA World Cup (South America) | برشلونة بلباو مدريد إشبيلية بلنسية لشبونة بورتو سان سيباستيان فيغو سرقسطة مالقة مرسية قرجيطة خيخون 2030 FIFA World Cup (Iberia)الدار البيضاء الرباط أكادير مراكش فاس طنجة 2030 FIFA World Cup (Morocco) | برشلونة بلباو مدريد إشبيلية بلنسية لشبونة بورتو سان سيباستيان فيغو سرقسطة مالقة مرسية قرجيطة خيخون 2030 FIFA World Cup (Iberia)الدار البيضاء الرباط أكادير مراكش فاس طنجة 2030 FIFA World Cup (Morocco) | بورتو                        |
| سان ماميس                             | أنتونيو فيسبوسيو ليبرتي               | أسونسيون بوينس آيرس مونتيفيديو 2030 FIFA World Cup (South America) | أسونسيون بوينس آيرس مونتيفيديو 2030 FIFA World Cup (South America) | برشلونة بلباو مدريد إشبيلية بلنسية لشبونة بورتو سان سيباستيان فيغو سرقسطة مالقة مرسية قرجيطة خيخون 2030 FIFA World Cup (Iberia)الدار البيضاء الرباط أكادير مراكش فاس طنجة 2030 FIFA World Cup (Morocco) | برشلونة بلباو مدريد إشبيلية بلنسية لشبونة بورتو سان سيباستيان فيغو سرقسطة مالقة مرسية قرجيطة خيخون 2030 FIFA World Cup (Iberia)الدار البيضاء الرباط أكادير مراكش فاس طنجة 2030 FIFA World Cup (Morocco) | ملعب التنين                  |
| السعة: 53,289                         | السعة: 83,000                         | أسونسيون بوينس آيرس مونتيفيديو 2030 FIFA World Cup (South America) | أسونسيون بوينس آيرس مونتيفيديو 2030 FIFA World Cup (South America) | برشلونة بلباو مدريد إشبيلية بلنسية لشبونة بورتو سان سيباستيان فيغو سرقسطة مالقة مرسية قرجيطة خيخون 2030 FIFA World Cup (Iberia)الدار البيضاء الرباط أكادير مراكش فاس طنجة 2030 FIFA World Cup (Morocco) | برشلونة بلباو مدريد إشبيلية بلنسية لشبونة بورتو سان سيباستيان فيغو سرقسطة مالقة مرسية قرجيطة خيخون 2030 FIFA World Cup (Iberia)الدار البيضاء الرباط أكادير مراكش فاس طنجة 2030 FIFA World Cup (Morocco) | السعة: 50,033                |
|                                       |                                       | أسونسيون بوينس آيرس مونتيفيديو 2030 FIFA World Cup (South America) | أسونسيون بوينس آيرس مونتيفيديو 2030 FIFA World Cup (South America) | برشلونة بلباو مدريد إشبيلية بلنسية لشبونة بورتو سان سيباستيان فيغو سرقسطة مالقة مرسية قرجيطة خيخون 2030 FIFA World Cup (Iberia)الدار البيضاء الرباط أكادير مراكش فاس طنجة 2030 FIFA World Cup (Morocco) | برشلونة بلباو مدريد إشبيلية بلنسية لشبونة بورتو سان سيباستيان فيغو سرقسطة مالقة مرسية قرجيطة خيخون 2030 FIFA World Cup (Iberia)الدار البيضاء الرباط أكادير مراكش فاس طنجة 2030 FIFA World Cup (Morocco) |                              |
| مرسية                                 | لوكي (باراغواي)                       | أسونسيون بوينس آيرس مونتيفيديو 2030 FIFA World Cup (South America) | أسونسيون بوينس آيرس مونتيفيديو 2030 FIFA World Cup (South America) | برشلونة بلباو مدريد إشبيلية بلنسية لشبونة بورتو سان سيباستيان فيغو سرقسطة مالقة مرسية قرجيطة خيخون 2030 FIFA World Cup (Iberia)الدار البيضاء الرباط أكادير مراكش فاس طنجة 2030 FIFA World Cup (Morocco) | برشلونة بلباو مدريد إشبيلية بلنسية لشبونة بورتو سان سيباستيان فيغو سرقسطة مالقة مرسية قرجيطة خيخون 2030 FIFA World Cup (Iberia)الدار البيضاء الرباط أكادير مراكش فاس طنجة 2030 FIFA World Cup (Morocco) | خيخون                        |
| ملعب نويفا كوندومينا +                | ملعب كونميبول                         | أسونسيون بوينس آيرس مونتيفيديو 2030 FIFA World Cup (South America) | أسونسيون بوينس آيرس مونتيفيديو 2030 FIFA World Cup (South America) | برشلونة بلباو مدريد إشبيلية بلنسية لشبونة بورتو سان سيباستيان فيغو سرقسطة مالقة مرسية قرجيطة خيخون 2030 FIFA World Cup (Iberia)الدار البيضاء الرباط أكادير مراكش فاس طنجة 2030 FIFA World Cup (Morocco) | برشلونة بلباو مدريد إشبيلية بلنسية لشبونة بورتو سان سيباستيان فيغو سرقسطة مالقة مرسية قرجيطة خيخون 2030 FIFA World Cup (Iberia)الدار البيضاء الرباط أكادير مراكش فاس طنجة 2030 FIFA World Cup (Morocco) | إل مولينون +                 |
| السعة: 31,179 قابلة للتوسع ل: 42,000  | السعة: 60,000                         | أسونسيون بوينس آيرس مونتيفيديو 2030 FIFA World Cup (South America) | أسونسيون بوينس آيرس مونتيفيديو 2030 FIFA World Cup (South America) | برشلونة بلباو مدريد إشبيلية بلنسية لشبونة بورتو سان سيباستيان فيغو سرقسطة مالقة مرسية قرجيطة خيخون 2030 FIFA World Cup (Iberia)الدار البيضاء الرباط أكادير مراكش فاس طنجة 2030 FIFA World Cup (Morocco) | برشلونة بلباو مدريد إشبيلية بلنسية لشبونة بورتو سان سيباستيان فيغو سرقسطة مالقة مرسية قرجيطة خيخون 2030 FIFA World Cup (Iberia)الدار البيضاء الرباط أكادير مراكش فاس طنجة 2030 FIFA World Cup (Morocco) | السعة: 29,029 To be expanded |
|                                       |                                       | أسونسيون بوينس آيرس مونتيفيديو 2030 FIFA World Cup (South America) | أسونسيون بوينس آيرس مونتيفيديو 2030 FIFA World Cup (South America) | برشلونة بلباو مدريد إشبيلية بلنسية لشبونة بورتو سان سيباستيان فيغو سرقسطة مالقة مرسية قرجيطة خيخون 2030 FIFA World Cup (Iberia)الدار البيضاء الرباط أكادير مراكش فاس طنجة 2030 FIFA World Cup (Morocco) | برشلونة بلباو مدريد إشبيلية بلنسية لشبونة بورتو سان سيباستيان فيغو سرقسطة مالقة مرسية قرجيطة خيخون 2030 FIFA World Cup (Iberia)الدار البيضاء الرباط أكادير مراكش فاس طنجة 2030 FIFA World Cup (Morocco) |                              |
| مالقة                                 | مالقة                                 | سرقسطة                                                             | فيغو                                                               | قرجيطة | لاس بالماس دي غران كناريا | سان سيباستيان                |
| ملعب لا روزاليدا +                    | ملعب لا روزاليدا +                    | لا روماريدا +                                                      | ملعب بالايدوس +                                                    | ملعب ريازور + | ملعب غران كاناريا + | ملعب أنويتا                  |
| السعة: 30,044 قابلة للتوسع ل: 45,000  | السعة: 30,044 قابلة للتوسع ل: 45,000  | السعة: 33,608 قابلة للتوسع ل: 42,500                               | السعة: 29,000 قابلة للتوسع ل: 41,900                               | السعة: 32,660 قابلة للتوسع ل: 48,000 | السعة: 32,392 قابلة للتوسع ل: 44,682 | السعة: 40,000                |
|                                       |                                       |                                                                    |                                                                    | | |                              |
| الدار البيضاء                         | الدار البيضاء                         | الرباط                                                             | طنجة                                                               | أكادير | مراكش | فاس                          |
| ملعب الدار البيضاء الكبير *           | ملعب الدار البيضاء الكبير *           | المجمع الرياضي الأمير مولاي عبد الله +                             | ملعب طنجة +                                                        | ملعب أدرار + | ملعب مراكش + | المركب الرياضي لفاس +        |
| السعة: 93,000                         | السعة: 93,000                         | السعة: 53,000 قابلة للتوسع ل: 69,500                               | السعة: 65,000 قابلة للتوسع ل: 88,000                               | السعة: 45,480 قابلة للتوسع ل: 70,000 | السعة: 45,240 | السعة: 45,000                |
|                                       |                                       |                                                                    |                                                                    | | |                              |

### ملاعب متوقعة اخرى
- ملعب بينيتو فيامارين
- ملعب رامون سانشيز بيزخوان